# Chè đắng
Chè đắng, còn gọi là ché khôm, khổ đinh trà, khấu thụ (danh pháp khoa học: Ilex kaushue) là một loài thực vật có hoa trong họ Aquifoliaceae. Loài này được S.Y. Hu mô tả khoa học đầu tiên năm 1949.